# Hoplophorella varians
Hoplophorella varians är en kvalsterart som beskrevs av Arthur P. Jacot 1933. Hoplophorella varians ingår i släktet Hoplophorella och familjen Phthiracaridae. Inga underarter finns listade i Catalogue of Life.